# Zuidwest-Saksisch voetbalkampioenschap 1915/16
In 1915/16 werd het elfde voetbalkampioenschap van Zuidwest-Saksen gespeeld, dat georganiseerd werd door de Midden-Duitse voetbalbond. Mittweidaer FC 1899 werd kampioen en plaatste zich zo voor de Midden-Duitse eindronde. De club versloeg VfB Glauchau met 8:0, SpVgg 1899 Leipzig-Lindenau met 1:0 en verloor dan van FC Eintracht Leipzig met 7:0. 
Merkurt Frankenberg trok zich na drie wedstrijden terug, de uitslagen werden geannuleerd. 

## 1. Klasse

### Groep A
| Plaats | Club                     | Wed.           | W              | G              | V              | Saldo          | Ptn.           |
| ------ | ------------------------ | -------------- | -------------- | -------------- | -------------- | -------------- | -------------- |
| 1.     | Mittweidaer FC 1899      | 6              | 4              | 1              | 1              | 19:03          | 09:03          |
| 2.     | FC Hohenzollern Chemnitz | 6              | 4              | 1              | 1              | 17:12          | 09:03          |
| 3.     | Chemnitzer BC 1899       | 6              | 1              | 1              | 4              | 15:14          | 03:09          |
| 4.     | VfR 1908 Chemnitz        | 6              | 1              | 1              | 4              | 16:36          | 03:09          |
| 5.     | SC Merkur Frankenberg    | Teruggetrokken | Teruggetrokken | Teruggetrokken | Teruggetrokken | Teruggetrokken | Teruggetrokken |

|  | Geplaatst voor finale |
|  | Play-off voor finale  |
|  | Degradatie            |

Play-off
|                  |                          |       |                     |          |
| 20 februari 1916 | FC Hohenzollern Chemnitz | 4 – 1 | Mittweidaer FC 1899 | Chemnitz |
| 20 februari 1916 |                          |       |                     | Chemnitz |

### Groep B
| Plaats | Club                      | Wed. | W | G | V | Saldo | Ptn.  |
| ------ | ------------------------- | ---- | - | - | - | ----- | ----- |
| 1.     | SV Teutonia 1901 Chemnitz | 8    | 6 | 0 | 2 | 29:05 | 12:04 |
| 2.     | FC Hellas Chemnitz        | 8    | 5 | 0 | 3 | 16:26 | 10:06 |
| 3.     | SV Sturm Chemnitz         | 8    | 5 | 0 | 3 | 13:16 | 10:06 |
| 4.     | Einsiedeler SC            | 8    | 4 | 0 | 4 | 18:18 | 08:08 |
| 5.     | Mittweidaer BC            | 8    | 0 | 0 | 8 | 03:14 | 00:16 |

### Finale
|                  |                           |       |                          |       |
| 20 februari 1916 | SV Teutonia 1901 Chemnitz | 5 – 2 | FC Hohenzollern Chemnitz | Borna |
| 20 februari 1916 |                           |       |                          | Borna |

Om een onbekende reden werd de groepswinst van Hohenzollern van de club afgenomen waardoor de finale herspeeld moest worden.
|               |                     |       |                           |                     |
| 26 maart 1916 | Mittweidaer FC 1899 | 1 – 0 | SV Teutonia 1901 Chemnitz | BC-Platz, Mittweida |
| 26 maart 1916 |                     |       |                           | BC-Platz, Mittweida |